# Higrina
La higrina es un alcaloide derivado del pirrol, que se encuentra principalmente en las hojas de coca (0.2%). Fue aislada por primera vez por Carl Liebermann en 1889 junto con un compuesto relacionado, la cuscohigrina, como alcaloide que acompaña a la cocaína en la coca. La higrina se extrae como un aceite denso de color amarillo, de olor y sabor acre. 